# Jean-Paul Curnier
Jean-Paul Curnier (Arles, 5 gennaio 1951 – Arles, 5 agosto 2017) è stato un filosofo e saggista francese.

## Biografia
Studia sociologia e filosofia a Montpellier, per poi entrare all'École des hautes études en sciences sociales di Parigi. In seguito ha occupato poi incarichi di ricercatore universitario, consigliere del Ministero della cultura e dell'UNESCO, consigliere artistico de La Grande halle de la Villette a Parigi e di docente universitario di estetica e storia delle avanguardie all'Università di Aix-Marseille. Ha partecipato al film Notre Musique di Jean-Luc Godard.
Nel 1999 è stato uno dei fondatori della casa editrice Léo Scheer. Successivamente ha ideato e diretto la collana Manifeste presso le edizioni Lignes-Manifeste.

## Opere
- (FR) L'Extrême ordinaire, Arles, L'Empreinte digitale, 1992.
- (FR) Sans nouvelles, Bruxelles, La Lettre volée, 1996.
- (FR) L'Art ultimo, Parigi, Sens & Tonka, 1997.
- (FR) Aggravation, (1989-1996), Parigi, Fourbis, 1997.
- (FR) Guy Debord, Parigi, Hazan, 1997.
- (FR) Le M.A.C. de Marseille, Parigi, Sens & Tonka, 1997.
- (FR) La Culture, suicidée par ses spectres, Parigi, Sens & Tonka, 1998.
- (FR) Moins que rien, Bruxelles, La Lettre volée, 1999.
- (FR) Ici et ailleurs, Marsiglia, Autres Temps, 1999.
- (FR) Manifeste, Parigi, Léo Scheer, 2000.
- (FR) La Tentation du paysage, Parigi, Sens & Tonka, 2000.
- (FR) L'Écologie politique au miroir, Parigi, Sens & Tonka, 2000.
- (FR) Le Désordre des tranquilles, Parigi, Farrago, 2002.
- (FR) Peine perdue I, II et III, Parigi, Farrago, 2002.
- (FR) Aggravation, (1989-2001), Parigi, Farrago, 2002.
- (FR) A vif, Parigi, Lignes-Manifeste, 2006.
- (FR) Jacqueline Chambon (a cura di), Montrer l'invisible. Écrits sur l'image, Parigi, 2009.
- (FR) Le Commerce des charmes, Parigi, Lignes-Manifeste, 2009.
- (FR) 21 tours de la question (radiophonie), Marsiglia, Al Dante, 2010.
- (FR) Prospérités du désastre. Aggravation, 2, Parigi, Nouvelles Lignes, 2014.
- (FR) Philosopher à l'arc, Parigi, Lignes, 2016.
- (FR) La Piraterie dans l'âme. Essai sur la démocratie, Parigi, Nouvelles Lignes, 2017.
- (FR) Par-dessus tête, Parigi, Lignes, 2018.